# Valter Matošević
Valter Matošević (* 11. Juni 1970 in Rijeka, SR Kroatien, SFR Jugoslawien) ist ein kroatischer Handballtrainer, Torwarttrainer und ehemaliger Handballspieler.

## Karriere

### Verein
Matošević spielte bis 1993 für den RK Zamet Rijeka. Mit dem RK Zagreb gewann er 1994, 1995 und 1996 das kroatische Double. In der EHF Champions League 1994/95 unterlag man im Finale Bidasoa Irun. Nach drei Jahren kehrte er nach Rijeka zurück. In der Saison 2000/01 stand er für den RK Metković im Tor, mit dem er den kroatischen Pokal errang. Die folgende Spielzeit lief er in Italien für Bologna 69 auf. In der Saison 2002/03 und 2004/05 stand er bei Zagreb unter Vertrag und wurde wieder Meister und Pokalsieger. Dazwischen spielte er ein Jahr für den Wilhelmshavener HV in der deutschen Bundesliga. Nachdem er die Saison 2005/06 beim RK Poreč begonnen hatte, wurde er im November 2005 von der HSG Wetzlar verpflichtet. 2007 ließ er seinen Vertrag dort auflösen, um sich nach eigenen Angaben dem Bau einer Appartementanlage in seiner Heimat zu widmen; drei Tage später unterschrieb er aber einen neuen Vertrag beim spanischen Topclub SDC San Antonio. Mit dem FCK Håndbold gewann er 2009 den dänischen Pokal. Im Januar 2011 verpflichtete der TuS Nettelstedt-Lübbecke Valter Matošević für einige Spiele im Winter aufgrund der Verletzung des Stammtorhüters Nikola Blažičko. Im Mai 2015 nahm ihn der Zweitligist ThSV Eisenach für die letzten vier Ligaspiele unter Vertrag.

### Nationalmannschaft
Matošević debütierte im Jahr 1989 für die jugoslawische Nationalmannschaft. Bei den Mittelmeerspielen 1991 gewann er mit dem Team die Goldmedaille.
Matošević gewann bei den Olympischen Spielen sowohl 1996 als auch 2004 Gold mit der kroatischen Handballnationalmannschaft. Des Weiteren gewann er mit Kroatien Silber bei der Weltmeisterschaft 1995 und Gold bei der Weltmeisterschaft 2003. Bei der Weltmeisterschaft 1997 kam die Auswahl auf den 13. Platz, bei der Weltmeisterschaft 2001 auf den 9. Rang. Bei der Europameisterschaft 1994 holte er mit Kroatien die Goldmedaille, 1996 wurde man Fünfter, 2000 Sechster, 2002 Letzter und 2004 Vierter.
Bei den Mittelmeerspielen 1997 und 2001 gewann er mit dem Team erneut die Goldmedaille.

### Trainer
Matošević arbeitete als Torwarttrainer für die kroatische Jugend-, Junioren- und A-Nationalmannschaft und seinen Heimatverein RK Zamet Rijeka. Bei der Handball-Weltmeisterschaft der Männer 2025 gewann Matošević als Torwarttrainer im Stab von Dagur Sigurðsson mit Kroatien die Silbermedaille.

### Auszeichnungen
- Kroatiens Handballer des Jahres: 1996[8]
- Franjo-Bučar-Staatspreis für Sport: 1996 und 2004
- Ivica-Jobo-Kurtini-Preis: 1995
- Orden des kroatischen Morgensterns: 1995[9]
- Fürst-Trpimir-Orden mit Halsband und Stern: 1996[10]
- Fürst-Branimir-Orden mit Halsband: 2004[11]